# Рузина, Елена Ивановна
Еле́на Ива́новна Ру́зина (в девичестве Рыкунова; род. 3 апреля 1964, Воронеж) — советская и российская легкоатлетка, олимпийская чемпионка в эстафете 4×400 метров. Заслуженный мастер спорта СССР (1992), заслуженный тренер России.

## Карьера
В 1992 году в составе Объединённой команды с Людмилой Джигаловой, Ольгой Назаровой и Ольгой Брызгиной выиграла эстафету 4×400 метров.
Также становилась серебряным призёром чемпионата мира в 1993 году и победителем чемпионата мира в помещении в 1995 году.

## Личная жизнь
В 1986 году окончила Воронежский государственный институт физической культуры. Замужем за Борисом Рузиным.